# Harmin

Strukturformel för harmin.

Harmin (summaformel C13H12N2O) är en kemisk förening som förekommer i beredningen Ayahuasca och Peganum harmala. Det är en fluorescerande alkaloid. Omfattande forskning har gjorts kring föreningen, bland annat i hopp om att hitta ett läkemedel för cancer, neuropsykiatriska störningar och Parkinsons sjukdom.

## Historik
Den första personen som isolerade harmin från Perganum harmala, och från en växt i allmänhet, var J. Fritzche år 1848. Harmin isolerades ur Banisteriopsis caapi för första gången år 1923. Bakom experimentet stod den colombianska kemisten Guillermo Fisher. På grund av rapporter om visioner till följd av dess förtäring hade en annan kemist, Rafael Zerda-Bayón, tidigare använt namnet "telepatin" för att beskriva föreningen. Fisher behöll detta namn. Runt samma tid som Fishers experiment började det tyska läkemedelsföretaget E. Merck att intressera sig för harmin. År 1928 började E. Merck att sälja kapslar med extrakt från Perganum harmala som läkemedel mot Parkinsons sjukdom. Harmin patenterades först år 2006 av Jialin Wu.

## Förekomst

### Biosyntes

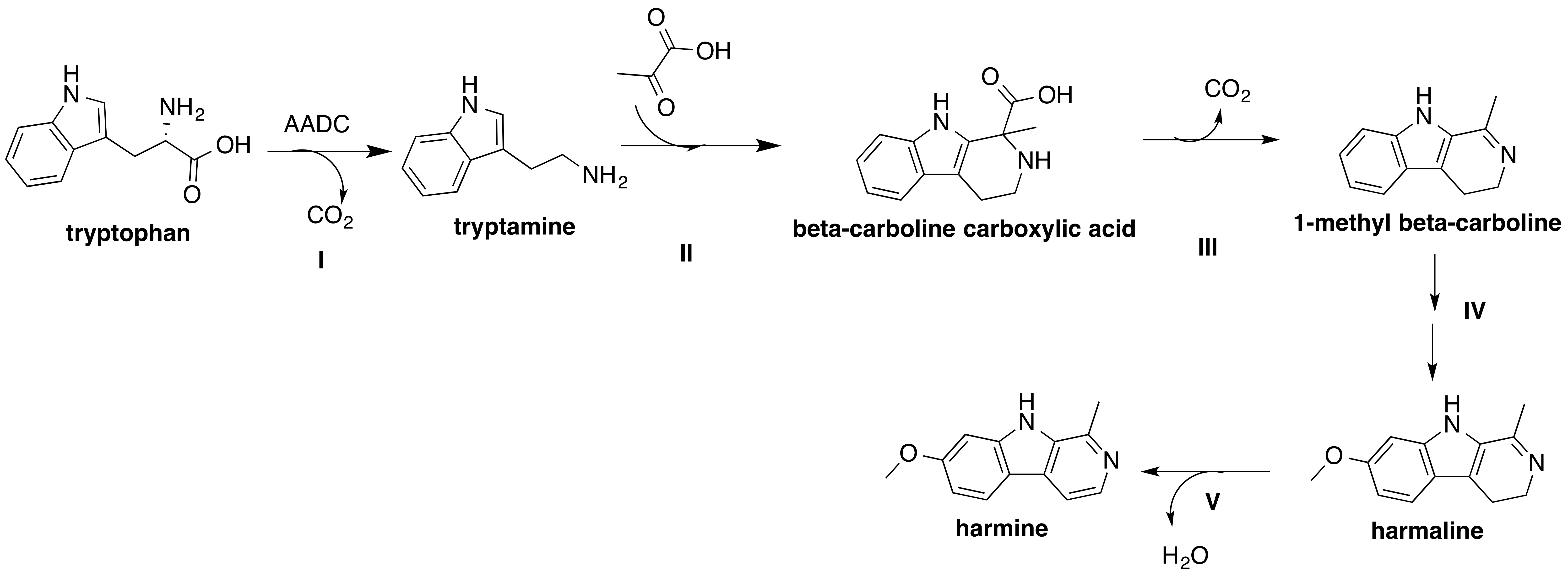
Biosyntesen av harmin

Nedan bild visar den föreslagna biosyntesen av harmin. L-typtophan dekarboxyleras av aromatisk L-aminonsyra dekarboxylas (AADC) för att bilda tryptamin (I). Betakarbolin karboxylsyra bildas när tryptamin reagerar med pyruvat (II). I steg III bildas 1-metyl betakarbolin efter att betakarbolin karboxylsyra genomgått dekarboxylation och avgett koldioxid. Hydroxylation och metylation ger sedan harmalin (IV).  I steg V oxideras harmalin till harmin, med vatten som restprodukt. 

## Funktioner

### Monoaminoxidas-inhibitering
Monoaminoxidas är ett mitokondriellt enzym som katalyserar den oxidativa deamineringen av biogena aminer. Det delas in i undergrupperna monoaminoxidas-A (MAO-A) och monoaminoxidas-B (MAO-B). I hjärnan deaminerar monoaminoxidas aminerna dopamin, noradrenalin och serotonin. Harmin är en monoaminoxidas-inhibitor; den kan hindra MAO-A, som har hand om deamineringen av serotonin och noradrenalin, från att verka. Därigenom kan koncentrationen av dessa neurotransmittorer reguleras. Harmin har ingen effekt på MAO-B.

### pH-indikation
Harmin har fått användning som en pH-indikator. Molekylens fluorescens ökar i takt med att miljön omkring den surnar.  Mellan pH 7,2 och pH 8,9 skiftar dessutom fluorescensen färg från blått till gult. 

## Forskning

### Cancer
6-Aminosubstituerade derivat av harmin har påvisat förmåga att motarbeta tumörer in vitro. Jämförelser av derivat indikerar att substitution med benzylamin, samt dess heteroaromatiska analoger (variationer på substituenten där en eller fler av atomerna i ringen inte är en kolatom), är extra effektivt för detta ändamål. 

### Neuropsykiatriska störningar
Forskning visar att harmin har lindrande effekter på neuropsykiatriska störningar som depression och ångest. Det har framförallt att göra med harmins monoaminoxidas-inhiberande förmågor, vilka ökar koncentrationerna av serotonin i hjärnan. En roll kan även faktumet att föreningen stimulerar neurogenes spela. En oförmåga hos hjärnan att tillverka nya neuroner tros vara en av anledningarna till depression. Harmin har dock aldrig använts som en antidepressant för människor. Förutom depression och ångest har harmin föreslagits som botemedel för schizofreni på 1930-talet, och på senare år som en alternativ medicin till psykos.

### Parkinsons sjukdom
Fast man under 1920-talet använde harmin mot Parkinsons sjukdom var dess effektivitet som anti-Parkinsons-läkemedel aldrig ordentligt bevisad. Många ser idag på MAO-B inhibitorer som de enda MAO inhibitorer som kan motverka Parkinsons sjukdom, men viss forskning argumenterar för att harmin än har potential.